# Melchior Kalkstein Stoliński (ok. 1691–1762)
Melchior Kalkstein Stoliński (ur. ok. 1691, zm. 1762) – podkomorzy chełmiński, chorąży chełmiński, pisarz grodzki chełmiński, poseł na sejm nadzwyczajny 1730.

## Życiorys
Pochodził z rodziny szlacheckiej herbu Kos odmienny, jego rodzicami byli Jan Kalkstein Stoliński i Elżbieta z domu Kleist. Melchior Kalkstein Stoliński był pisarzem grodzkim chełmińskim 1721–1734, chorąży chełmiński 1734–1762, podkomorzy chełmiński 1762, miecznik czernihowski 1727–1731, w 1734 był starostą białoborskim i deputatem na Trybunał Koronny piotrkowski z województwa chełmińskiego. Był też dziedzicem Wielkiego i Małego Kęsowa, Krajenki, Adamkowa i Toboły w Prusach Królewskich. Bratem jego dziadka był Melchior Kalkstein Stoliński, zmarły w 1673 roku. Bratem Melchiora Kalksteina Stolińskiego (ok. 1691–1762) był Antoni Kalkstein Stoliński poseł na sejm nadzwyczajny 1730
Jako poseł na sejm konwokacyjny 1733 roku z województwa chełmińskiego był członkiem konfederacji generalnej zawiązanej 27 kwietnia 1733 roku na tym sejmie.